# Liste der Monuments historiques in Donges
Die Liste der Monuments historiques in Donges führt die Monuments historiques in der französischen Gemeinde Donges auf.

## Liste der Bauwerke
| Bezeichnung             | Beschreibung                              | Standort | Kennzeichnung | Schutzstatus | Datum | Bild           |
| ----------------------- | ----------------------------------------- | -------- | ------------- | ------------ | ----- | -------------- |
| Manoir de la Hélardière | Herrenhaus, erbaut im 15./16. Jahrhundert | (Lage)   | PA44000054    | Inscrit      | 2012  | weitere Bilder |
| Menhir de la Vacherie   | Neolithikum                               | (Lage)   | PA00108611    | Classé       | 1889  | weitere Bilder |